# Kuso小紅帽
《Kuso小紅帽》（英語：Hoodwinked!）是2005年的美國電腦動畫家庭喜劇電影，由独立制片商蔚藍彼方電影公司及坎巴爾娛樂公司製作，溫斯坦影業發行，柯瑞·愛德華茲、陶德·愛德華茲和托尼·里奇共同編劇及執導，監製包括凱蒂·胡頓、莫里斯·坎巴爾、大衛·洛夫格倫、蘇·碧·蒙哥馬利及普雷斯頓·斯圖茨曼等。电影的主要配音員包括安妮·海瑟薇、格伦·克洛斯、吉姆·貝魯什、派屈克·華博頓、安東尼·安德森、大衛·歐格登·史戴爾斯、艾勒比、查茲·帕明泰瑞及安迪·迪克。影片劇情以警方調查為主線，透過各角色说法不一的倒敘来重现童話故事《小紅帽》。該片最初於2005年12月16日在加州洛杉磯舉行為期一週的有限上映，然後於2006年1月13日起在美国各地上映。
本片是最早以完全獨立製作的電腦動畫電影之一，這意味著它的拍攝過程中並未與大型的動畫工作室合作。獨立製片雖賦予製作團隊較寬鬆的創意空間，但是其預算卻相對較為緊縮。因此，此片的動畫選擇在菲律宾進行製作，且設計基調主要爲定格动画，所以視覺上較缺乏真實感。溫斯坦影業直到製作接近尾聲時才決定簽約成為其發行商；而除了要求替換許多配音員之外，該公司並未對電影的內容進行多少更動。
此片繼《史瑞克》系列前兩部成功的作品之後上映；同爲戲仿童話故事的電影風格，使此類電影一時蔚為風潮。然而，本片在幽默風格以及一些特定的劇情元素上刻意選擇和《史瑞克》有所區分，而此決定部分基於柯瑞擔心這類電影會使孩童過多地接觸憤世嫉俗的犬儒主义。此外，本片的劇情架構主要參考《羅生門》及《低俗小说》等非線性敘事的犯罪片。
《Kuso小紅帽》發行後獲得的評價較不一致——雖有許多影評讚賞電影的劇本以及配音演出，然而其動畫品質卻受到嚴厲的批評；不過，電影的票房表現則相對出色，其票房約為預算的13倍之多。該片的續集《3D小紅帽2：團結力量大》於2011年發行，並由麥克·迪薩執導，其編劇亦為愛德華茲兄弟及里奇三人；相較於原作，續集獲得了更為負面的評價且票房表現也不如預期。

## 劇情
小紅帽（Red Puckett）抵達外婆家後，發現大灰狼（Wolf W. Wolf）喬裝成她的外婆——仆奶奶（Granny Puckett）；突然，被渾身綑綁的仆奶奶從衣櫥中跳了出來，而此時，一位揮舞著斧頭的樵夫——金剛芭比（Kirk the Woodsman）驚叫著破窗而入。警方迅速抵達現場，神探蛙南（Nicky Flippers）依序訊問小紅帽、大灰狼、金剛芭比以及仆奶奶等人，試圖拼湊出事件的真相。
首先，小紅帽表示她原先只是替外婆運送甜點，但在收到甜點大盜（Goodie Bandit）的威脅後，決定保護外婆的食譜，於是帶著它啟程前往仆奶奶在山間的房子。路途中，她遇見不斷詢問她可疑問題的大灰狼；小紅帽成功逃離並抵達仆奶奶家，卻發現大灰狼早已在那裡準備埋伏。
然而，大灰狼卻告訴蛙南他是一名從事調查報導的記者，原先看似明朗的案情因而變得疑點重重。大灰狼表示他正調查甜點大盜的身分，並懷疑小紅帽及仆奶奶就是罪魁禍首。他找到小紅帽之後便上前盤問，卻被她逃跑；大灰狼於是抄捷徑前往仆奶奶的房子，在小紅帽抵達前準備偽裝，希望從她口中得到證據。
金剛芭比則表示他志在成為演員，而正參加一部廣告中樵夫角色的試鏡。在他的炸肉串卡車被甜點大盜洗劫一空後，金剛芭比接到導演建議的電話，於是拿著斧頭在森林中練習伐木。當天傍晚，他正砍著山丘上的一棵巨樹，而為了躲避突然倒下的樹幹才使他飛衝進仆奶奶的房子。接著，仆奶奶則供稱自己是一位極限運動玩家，且為不讓家人擔心而未讓小紅帽知情。案發當日稍早，仆奶奶參加了一場滑雪比賽，卻在賽中被敵隊襲擊；不過，她仍成功逃脫，並得知攻擊她的人受僱於甜點大盜。
訊問結束後，小紅帽對外婆的隱瞞感到失望，於是獨自離開房子。此時，蛙南注意到四人描述的故事中皆有一位共同角色——兔子幫哥（Boingo），並認定他就是神秘的甜點大盜。然而，此時幫哥早已潛入案發現場、偷走了仆奶奶的食譜。小紅帽看見幫哥，並尾隨他到山裡的一座纜車站，然而警方卻往錯誤的方向追捕。仆奶奶、大灰狼、金剛芭比等人後來也找到幫哥的藏身處，並看到幫哥正向小紅帽解釋他的陰謀：他打算利用偷來的食譜製作含有成癮物質的美味甜點，然後炸掉森林，興建新的房地產來擴張自己的事業版圖。
於是，大灰狼和金剛芭比兩人擔任臥底先讓幫哥分心，仆奶奶則趁隙潛入，卻在過程中被發現而引起衝突。後來，幫哥啟動載著炸藥和小紅帽的纜車，仆奶奶見狀便追了上去，幫哥一夥也尾隨在後；小紅帽從捆綁中掙脫後，成功被仆奶奶解救，警方則接獲大灰狼的助手松鼠圖奇（Twitchy）的通知，在山下逮捕了幫哥和他的同夥。不久後，金剛芭比加入夢想的约德尔合唱團，而小紅帽、仆奶奶、大灰狼和圖奇等人則受蛙南之邀，加入一個名叫「從此幸福快樂機構」（Happily Ever After Agency）的破案組織。

## 配音演員
- 安妮·海瑟薇飾小紅帽
- 格伦·克洛斯飾仆奶奶
- 吉姆·貝魯什飾金剛芭比
- 派屈克·華博頓飾大灰狼
- 安東尼·安德森飾大嘴鳥警官（Det. Bill Stork）
- 大衛·歐格登·史戴爾斯（英语：David Ogden Stiers）飾神探蛙南
- 艾勒比飾熊警長（Chief Ted Grizzly）
- 查茲·帕明泰瑞（英语：Chazz Palminteri）飾綿羊沃斯（Woolworth）
- 安迪·迪克飾幫哥
- 柯瑞·愛德華茲（英语：Cory Edwards）飾圖奇
- 班吉·盖瑟（Benjy Gaither）飾山羊雅弗（Japeth）
- 肯·馬里諾飾浣熊傑瑞（Raccoon Jerry）
- 湯姆·肯尼飾湯米（Tommy）
- 普雷斯頓·斯圖茨曼（英语：Preston Stutzman）飾提米（Timmy）
- 托尼·里奇（英语：Tony Leech）飾格倫（Glen）
- 約書亞·J·格林（Joshua J. Greene）飾蜥蜴吉米（Jimmy Lizard）
- 馬克·普里米亞諾（Mark Primiano）飾雙聲（2-Tone）
- 凯文·迈克尔·理查森飾P大（P-Biggie）
- 塔拉·史壯飾佐拉（Zorra）
- 泰·愛德華茲（Tye Edwards）飾道夫（Dolph）

## 製作
《Kuso小紅帽》是最早以獨立經費製作的電腦動畫電影之一，其製作過程中未有任何發行商注入投資。電影的製作預算少於800萬美元，遠較一般電腦動畫電影低。電影製作開始前不久，電腦動畫軟體的費用才剛降至小型工作室能夠負擔的價格；監製大衛·洛夫格倫曾說道：「六、七年前，以獨立經費製作《Kuso小紅帽》這種（動畫）電影的想法是完全行不通的。」
導演柯瑞·愛德華茲表示，選擇獨立製作乃是出於必要，因公司當時預算不足且尚無完整的團隊；他並說道：「這不是個將來能夠參考的模式。這是那種一生一次、憑感覺做的事，而我們也只是碰巧成功罷了。」不過，他認為這種過程值得讓他們走過一遍、最終製出成品，也鼓勵有志的電影製作人願意走這條路。

### 開發

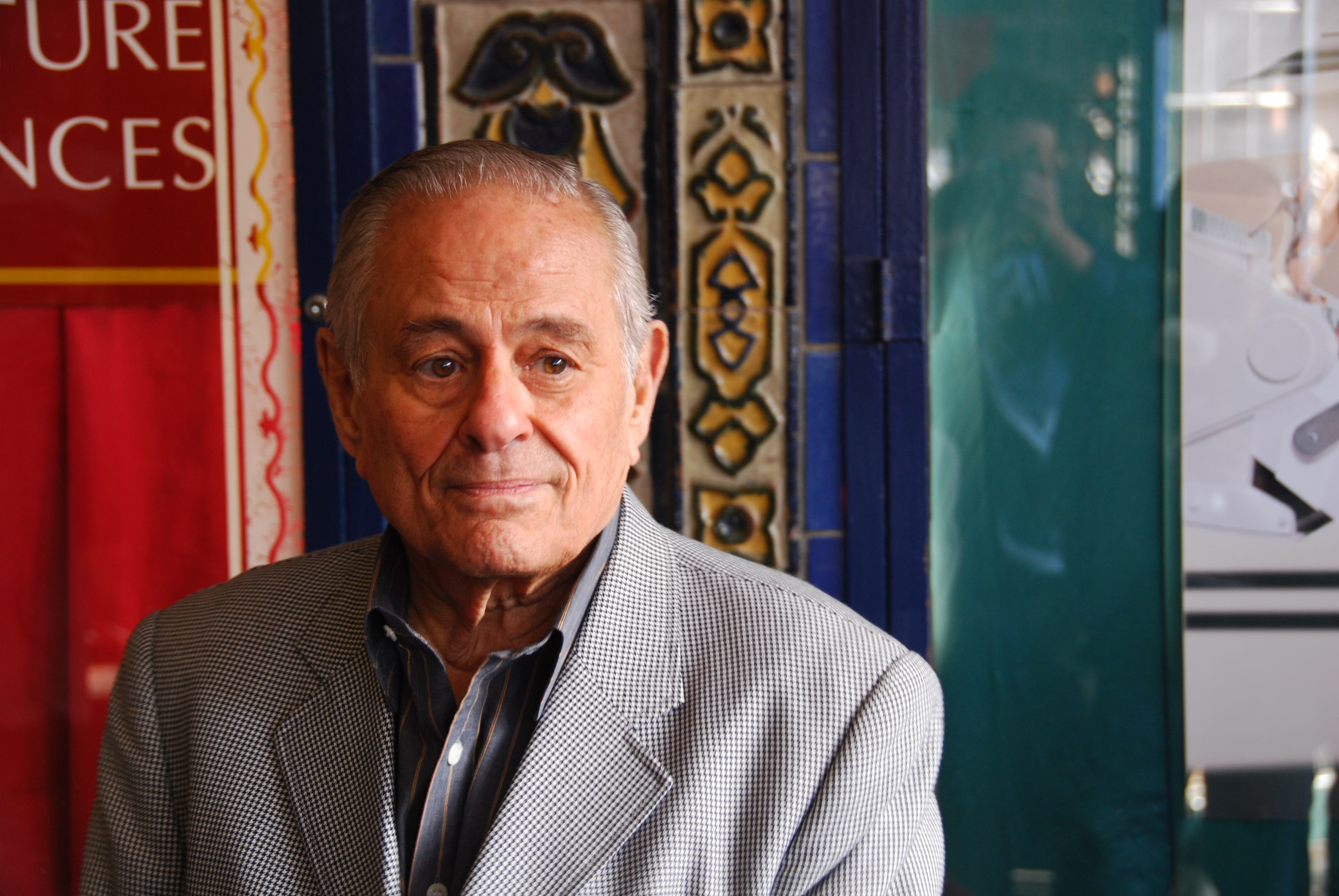
企業家莫里斯·坎巴爾私下投資了這部電影的製作

在塔爾薩製作電視廣告及音樂錄影帶數年後，柯瑞和陶德·愛德華茲兩兄弟創立了蔚藍彼方電影公司；朋友普雷斯頓·斯圖茨曼後亦加入，負責執掌市場行銷。三人於1999年的日舞影展發行了處女作《奇利科西》（Chillicothe），隨後遷往洛杉矶尋求機遇，成果卻不如預期。曾任《奇利科西》助理監製的蘇·碧·蒙哥馬利曾邀請數個電影工作室合作，卻遭冷落；這使她認定公司必須先採取獨立製片並有所成就，才能獲得重視。於是，蒙哥馬利將三人引介給曾投資《奇利科西》的企業家莫里斯·坎巴爾。他們提出一些真人電影的想法，並希望坎巴爾投資公司內的開發部門、提供他們資金，並換取將來任何成果銷售所得大部分的收益。然而，坎巴爾卻希望僅專注於製作一部電影；他一直非常欣賞動畫，且對柯瑞自製的電腦動畫短片也頗感興趣。於是，坎巴爾提議與愛德華茲兄弟的公司合作拍攝動畫電影，內容採用大家熟悉的故事，並加入轉折；接著，坎巴爾給了他們一個月的時間尋找故事的構想。起初，坎巴爾曾對《灰姑娘》和《木偶奇遇记》感興趣，但愛德華茲兄弟並不贊同，因為那些構想已被華特·迪士尼採納。數天後，陶德以《羅生門》、《低俗小说》、《罗拉快跑》、《凶心人》等非線性敘事的犯罪片為啟發，提出利用警方調查以及多人視角的手法重新詮釋童話故事《小紅帽》的構想。坎巴爾對此頗為中意，並同意在劇本完工前就全力出資協助電影的製作，且計畫本片殺青後經DVD發行；而為了製作這部電影，坎巴爾和蒙哥馬利也在2002年共同創立坎巴爾娛樂公司以及坎巴爾動畫工作室。
由於柯瑞在動畫、喜劇及兒童娛樂有較深的經驗，他負責擔任這部電影的主導演，而陶德則成為副導演。蒙哥馬利、斯圖茨曼以及迪士尼的資深動畫師大衛·洛夫格倫擔任電影的監製，而柯瑞的妹妹凱蒂·胡頓則擔任助理監製。曾與愛德華茲兄弟合作拍攝《奇利科西》的托尼·里奇最初被雇用為剪輯師，後也參與故事的開發；最後，由於里奇對電影製作的貢獻十分顯著，而亦被列名為副導演之一。

### 製作前期

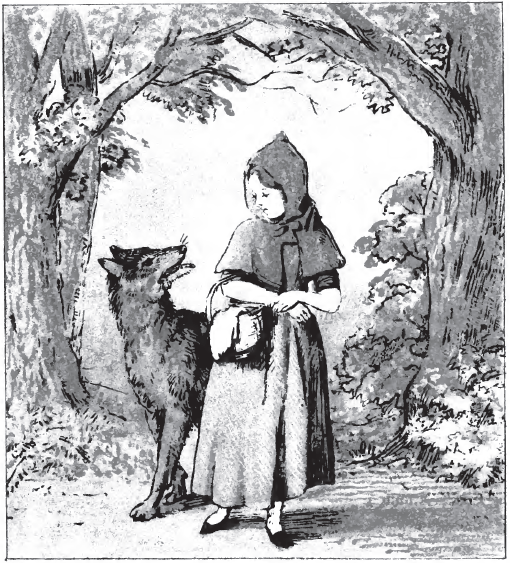
這部電影戲仿了著名的童話故事《小紅帽》

製作團隊發現，獨立製片雖有好處，卻也帶來挑戰。坎巴爾雖然給予他們非常寬鬆的創意空間，微薄的預算卻使他們無法對成品進行修改。陶德·愛德華茲說道：「錢不僅能買到更多的人才和機具，它還能換得故事層面上的彈性。在迪士尼，如果他們不喜歡電影的第三幕，那麼儘管成品已經出爐，他們仍把它整個拋棄掉並重新製作...我們沒有這種奢侈可享，所以從某種角度來說，你們所看到的成品是這部電影的初稿。」製作團隊預知一旦動畫開始生產後，劇本即無法修改，於是他們在製作開始前便盡可能寫出完整的劇本——這種作法在工作室生產的動畫電影中並不常見。
製作團隊選擇避開早已為人熟知的《小紅帽》角色原型，而繼續從非線性敘事的犯罪片中尋找靈感；監製普雷斯頓·斯圖茨曼更認為「整部電影都充滿著驚喜和角色的秘密生活」。為了不使小紅帽這個角色令人感到「無趣」或是「太過天真」，製作團隊選擇以詹姆斯·狄恩青春叛逆的形象塑造小紅帽，並賦予她離開家園一闖天下的渴望。陶德有意以切維·切斯在《古靈偵探》中所扮演的記者角色為基底建構大灰狼的性格，他認為把該角色面無表情的冷幽默風格套用至一隻動畫狼的身上將會非常有趣；柯瑞則創造了大灰狼的同伴角色圖奇，其瘋狂激動的個性恰與大灰狼形成鮮明的對比。其餘反常道而行的角色還包括熱愛冒險的動作英雄仆奶奶、以及外表看似精壯卻稚幼無能的樵夫金剛芭比。
電影中的警察則被描寫為毫無特色、例行公事的普通角色，而柯瑞表示，將其中三位警察設定為三隻小豬的決定並不具有政治意涵。神探蛙南一開始並未出現在電影的故事中，而在該角色的構想被提出之前，負責主導案件調查的角色是熊警長；後來，助理監製蘇·碧·蒙哥馬利和她的丈夫發現這部電影與1950年代的一齣電視劇《瘦人》有許多相似之處，愛德華茲兄弟於是決定加入該角色以及他的寵物狗以作為致敬；製作團隊考慮了許多其它種類的動物，最後才決定讓他成為一隻青蛙。

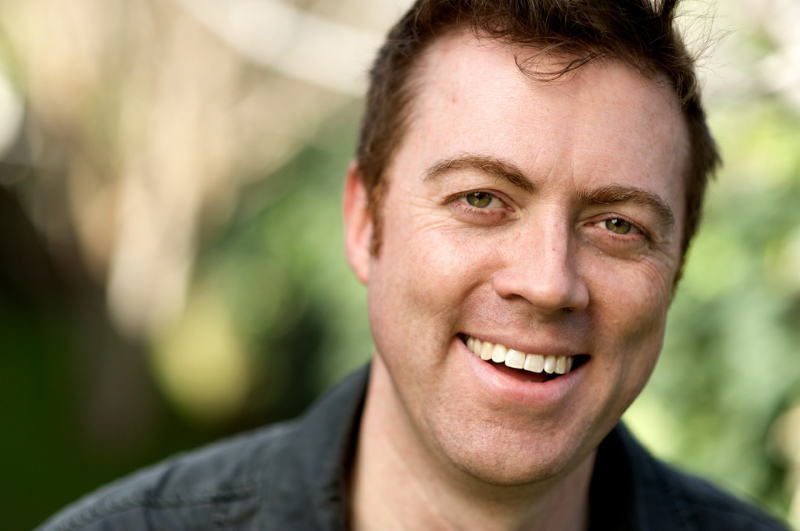
導演及編劇之一的柯瑞·愛德華茲參與了電影中兩首歌的譜寫、演唱了其中一首，還擔任了角色圖奇的配音員

柯瑞選擇將電影的主軸設定為動作喜劇，而非普通的動畫電影；為吸引成人觀眾，他也試圖寫出如同許多皮克斯和迪士尼的作品一般、能夠取悅所有年齡層的劇本。電影製作的靈感也包括《威利狼與嗶嗶鳥》、《波波鹿與飛天鼠》、《大青蛙布偶秀》等電視節目。 製作團隊刻意避免在劇情中使用魔法、巫师和仙子等元素，以和《史瑞克》等類似主題的電影有所區別。此外，柯瑞也試圖採取和《史瑞克》不同的幽默風格，以期這部電影能夠更為「家庭友善」而減少一些諷刺的意味。
在托尼·里奇的公寓裡，柯瑞負責製作電影的分鏡、陶德負責撰寫電影的劇本以及歌曲、而里奇則利用他的Mac電腦編輯電影的故事軸。接著，蘇·碧·蒙哥馬利將完成的故事軸向當地的兒童試映，以獲取反饋；原先，製作團隊打算刪除山羊雅弗一角，然而他卻在試映中受到相當程度的歡迎，才因而打消此念。此外，由於試映會上的孩子們特別喜愛松鼠圖奇，該角色的戲份也於是大為增加。
為降低製作成本，電影配音員的組成原先以製作團隊的朋友和家人為主。柯瑞和陶德邀請其表兄泰·愛德華茲為反派角色道夫配音，而他們的朋友約書亞·J·格林也協助飾演劇中的廣告導演蜥蜴吉米。山羊雅弗則是特別為班吉·盖瑟的配音所設計的角色；班吉是福音音乐歌手比爾·蓋瑟和格洛麗亞·蓋瑟兩人的兒子，他與愛德華茲兄弟自年幼即為朋友，而柯瑞也曾透過班吉的動畫工作室製作自創的動畫短片。此外，柯瑞的妻子薇琪（Vicki）也為一隻臭鼬記者的角色配音。製作團隊雖曾考慮讓一位成人飾演小啄木鳥奎爾（Quill），最後該角色的配音仍決定由監製大衛·洛夫格倫的女兒凱瑟琳（Kathryn）負責擔任。而愛德華茲兄弟、里奇和監製斯圖茨曼等人也都分別擔任電影中其他角色的配音：柯瑞飾演的是松鼠圖奇，而製作團隊使用了Pro Tools將他錄得的配音加快50%，以產生尖銳、激動的語調；陶德扮演的是一位三明治小販、里奇同時聲演大嘴鳥警官以及豬警察格倫、斯圖茨曼則扮演豬警察提米。
當製作團隊對於這部電影有較強的信心後，他們也邀請較為知名的藝人擔任電影的配音員。其中，派屈克·華博頓是第一位加入配音團隊的名人；華博頓曾表示，他願意這麼做完全只因為他喜愛這部電影的劇本。柯瑞起初雖希望大灰狼的聲演能夠融合切維·切斯和比爾·莫瑞年輕時的聲音，他仍讚賞華博頓的演出，並認為他「把大灰狼塑造成了他專屬的角色」。安迪·迪克也較早加入配音團隊，負責聲演反派首領兔子幫哥。迪克使用即興的方式為該角色配音：他並未依劇本中為幫哥所塑造的性格演出，而選擇賦予該角色一種身為受害者、情緒扭曲不定的感覺。製作團隊很熱衷於迪克對該角色的解讀，陶德並說道：「說實在的，我們寫出來的東西有些過於公式化，但是安迪·迪克...他卻在該狂笑的時候哭泣、在該大叫的時候狂笑。他就這樣把它們全都融在一起！」塔拉·史壯、大衛·歐格登·史戴爾斯和湯姆·肯尼等人則參與了多個角色的試鏡演出——史壯試演了小紅帽和佐拉、史戴爾斯試演了金剛芭比和神探蛙南、肯尼則試演了豬警察湯米和綿羊沃斯。此外，曾獲艾美奖的莎莉·斯特拉瑟斯曾受邀試演仆奶奶，而喬·麥格利（Joel McCrary）則曾試演熊警長。

### 動畫
《Kuso小紅帽》的動畫製作使用的是Maya軟體，而為降低成本，製作團隊選在菲律宾马尼拉進行開發。監製蘇·碧·蒙哥馬利和大衛·洛夫格倫在當地創立了一間名叫的動畫工作室以製作這部電影的動畫，並租用一間約5000平方公尺的房子作為工作室的基地。柯瑞在電影三年的製作期間內共造訪了這間工作室15次；他曾指出，雖然工作室的基地選在馬尼拉價格較高的地區，其房租卻比他在洛杉磯的雙臥房公寓還要來得便宜。當柯瑞不在工作室時，陶德便負責導演的工作；柯瑞說道：「（我和陶德）加上托尼，我們就好像一隻『三頭怪獸』。我們全都清楚我們正在製作的是什麼樣的電影，而我也信任他們能夠於我不在時做出富有創意的決定。」洛夫格倫曾於2001年嘗試在菲律賓創立一間名叫的獨立動畫工作室，卻因後來未能成功吸引商機而倒閉；則僱用約20名曾在工作的動畫師，而該工作室最多時曾僱有50名員工。
電影的動畫師一開始對於電腦動畫和長篇電影的經驗不足，而需在製作過程中接受製作團隊的訓練。由於沒有一位動畫師具有特殊專長，製作團隊便未將他們細分組別，而是在動畫的製作過程中讓所有人協力完成全方位的工作；然而，製作團隊卻發現這樣的方法使得動畫師無法將各自的技能發揮最大功效，因而不甚理想。不過，由於受僱的動畫師多半曾有獨立製作的經驗，他們也習於以較快的步調工作；因此，雖然他們人數不多，電影的每個製作階段卻都能在很短的時間內完成。然而，製作團隊受時間和預算所限，而仍須將電影的照明和效果合成外聘由印度孟买的普拉那工作室負責處理。
製作團隊認為，獨立製片最困難的方面在於無法修補動畫成品中所有的錯誤；陶德解釋道：「這變成了一條公式：『這一幕中有10項我想要修改的地方，但時間和預算的限制只允許我們修補三項。我們趕緊挑出那三項，然後繼續吧。』而這是件很困難的事。」
製作團隊明白他們無法達到其它電腦動畫電影的水準，於是在電影的視覺設計上刻意模仿定格动画的風格。柯瑞在製作期間曾以藍金貝斯公司出品的動畫為靈感，並說道：「若我們從那樣的視覺設計下手——迷你模型攝影的定格動畫——而如果那種令人懷舊的風格能夠引起觀眾共鳴的話，那我們才不要搬石頭砸自己的腳、把角色的每個枝微末節都搞得像照片一般逼真。」柯瑞曾對比1986年技術創新但劇情卻備受批評的電影《霍华鸭》、以及《大青蛙布偶秀》中純樸卻廣受歡迎的角色科米蛙；他以此例向製作團隊說明，寫得好、令人喜愛的角色比起技術水準來得重要許多。
斯圖茨曼指出，製作團隊嘗試避免使用其它電腦動畫電影中那種「披著糖果外衣、鮮豔亮麗的漫畫世界」般的色調；他們為了讓電影的畫面看起來更「有機」，而將泥土色混入所有的色彩中。製作團隊在設計角色極端的身形時曾以《怪誕城之夜》中的人物作為靈感，而除此之外，他們還做了許多不常見於傳統電腦動畫電影的決定；舉例來說，樵夫的雙眼大小不一、而為了使小紅帽看起來更像個人偶，她的雙手各僅有四隻手指。監製凱蒂·胡頓則解釋道：「過去以來，電腦動畫的技術為使成品能夠看起來更為真實而不斷登峰造極；然而《Kuso小紅帽》卻反其道而行，倒退至電腦動畫看起來更像是卡通的年代。」

### 音樂
《Kuso小紅帽》的配樂是由美國作曲家約翰·馬克·潘特譜寫；潘特和他的妻子弗萊明·麥克威廉斯（Fleming McWilliams）曾在1990年代組了一個名叫弗萊明與約翰的雙人搖滾樂團，而愛德華茲兄弟曾是該樂團的粉絲。柯瑞曾參與某部動畫電影的演出，而該片的作曲家恰為潘特，他與愛德華茲兄弟也因而邂逅。電影的配樂主要啟發自1960年代的音樂風格，而作曲的靈感來源還包括了《浩劫餘生》、《黑影家族》、《铁面无私》等電影的原聲帶、以及亨利·曼西尼的配樂作品。電影配樂於田纳西州纳什维尔進行錄製，其配器和指挥則由克莉絲汀·威爾金森（Kristin Wilkinson）負責擔任。
為吸引年紀較大的觀眾群，陶德決定在電影部分的片段中捨棄潘特寫作的配樂，而改採原創的搖滾歌曲。其中，曾為愛德華茲兄弟的處女作《奇利科西》配樂的丹尼爾·羅傑斯（Daniel Rogers）譜寫並演唱了一曲。《Runaway》一曲則由愛德華茲兄弟的朋友約書亞·J·格林（Joshua J. Greene）譜寫，而他亦在電影中飾演蜥蜴吉米（Jimmy Lizard）一角。柯瑞和潘特兩人也共同寫了和兩曲，並分別由柯瑞本人以及陶德·柯林斯（Todd Collins）演唱。一曲則由菲律賓樂團Pupil演出，並由該樂團的主唱艾利·布恩迪亞負責譜曲。
陶德·愛德華茲也為電影寫作了九首原創歌曲，並演唱其中的四首：、以及；其中，的歌詞描寫某天陶德和他的妻子與姪女同遊動物園的經歷（陶德的姪女即是監製凱蒂·胡頓的女兒）。在小紅帽初登場的橋段中，由安妮·海瑟薇演唱的取代了另一首名叫的曲目；陶德認為後者太過稚氣，且「聽起來像是週六早晨卡通的配樂」，而這項更動也使得該橋段的動畫必須重新製作與剪輯。《Be Prepared》一曲則由角色山羊雅弗的配音員班吉·盖瑟演唱——原先，製作團隊希望雅弗登場時把他的羊角當成搖椅般使用，撐在其上前後擺盪；然而，雅弗在後續的橋段乘坐一輛礦車，而如此巨大的羊角與礦車將顯得格格不入，製作團隊於是想出新的登場橋段和這首歌的構思，讓雅弗邊唱邊更換著頭上各式各樣的羊角。麥克威廉斯和吉姆·貝魯什則共同演唱樵夫的炸肉串主題曲。此外，潘特邀請他多年的好友班·弗茲演唱一曲，而愛德華茲也極力提倡此決定；潘特提出邀請時，弗茲正忙於製作他的新專輯，但他在一年後找到機會錄製該曲，並為它配上了鋼琴編曲。反派角色演出橋段的歌曲則由安迪·迪克演唱；該曲寫作時原先為慢板，後在監製蘇·碧·蒙哥馬利的一位朋友兼動畫師勞夫·帕默（Ralf Palmer）的建議下加快了速度。

#### 原聲帶
《Kuso小紅帽》的原聲帶於2005年12月由里克迪斯科唱片發行。受到唱片發行商和執行監製之間合約爭議的影響，這張專輯在發行一個月後及下架不再販售，直到2009年11月才重新發行上市。
其後，它於2010年1月在iTunes上發行數位版本。
| 曲目列表（未標示演出者的曲目為器樂演出） | 曲目列表（未標示演出者的曲目為器樂演出）      | 曲目列表（未標示演出者的曲目為器樂演出） | 曲目列表（未標示演出者的曲目為器樂演出） |
| 曲序                                     | 曲目                                          | 演出者                                   | 时长                                     |
| ---------------------------------------- | --------------------------------------------- | ---------------------------------------- | ---------------------------------------- |
| 1.                                       | Into the Book                                 |                                          | 0:33                                     |
| 2.                                       | Great Big World                               | 安妮·海瑟薇                              | 1:57                                     |
| 3.                                       | Critters Have Feelings                        | 陶德·愛德華茲                            | 3:34                                     |
| 4.                                       | Nicky Intro                                   |                                          | 0:16                                     |
| 5.                                       | Red is Blue                                   | 班·弗茲                                  | 4:21                                     |
| 6.                                       | Be Prepared                                   | 班吉·盖瑟                                | 2:46                                     |
| 7.                                       | Go Flippers                                   |                                          | 0:10                                     |
| 8.                                       | Little Boat                                   | 丹尼爾·羅傑斯                            | 4:38                                     |
| 9.                                       | Red/Wolf Stare-Down                           |                                          | 0:11                                     |
| 10.                                      | Runaway                                       | 約書亞·J·格林                            | 3:01                                     |
| 11.                                      | The Schnitzel Song                            | 弗萊明·麥克威廉斯、吉姆·貝魯什           | 2:04                                     |
| 12.                                      | Tree Critter                                  | 陶德·愛德華茲                            | 2:54                                     |
| 13.                                      | Three G's                                     |                                          | 0:23                                     |
| 14.                                      | The Real G                                    | 柯瑞·愛德華茲                            | 2:44                                     |
| 15.                                      | Blow Your House Down (Instrumental Version)   | Pupil                                    | 1:02                                     |
| 16.                                      | Hoodwinked Theme, Granny Techno Mix (Banzai!) |                                          | 0:55                                     |
| 17.                                      | Eva Deanna                                    | 陶德·愛德華茲                            | 1:24                                     |
| 18.                                      | Chopping for Actors                           |                                          | 0:26                                     |
| 19.                                      | Glow                                          | 陶德·愛德華茲                            | 1:17                                     |
| 20.                                      | Nicky Knows                                   |                                          | 3:19                                     |
| 21.                                      | Top of the Woods                              | 安迪·迪克                                | 2:41                                     |
| 22.                                      | Delivery Girl                                 |                                          | 0:19                                     |
| 23.                                      | Lair Rescue                                   |                                          | 0:32                                     |
| 24.                                      | Cable Car Rescue/End of the Line              |                                          | 1:36                                     |
| 25.                                      | Bounce                                        | 陶德·柯林斯                              | 3:51                                     |
| 26.                                      | Bossa for Boingo                              |                                          | 1:20                                     |
| 27.                                      | Hoodwinked Theme (Surfer Version)             |                                          | 0:21                                     |
| 总时长：                                 | 总时长：                                      | 总时长：                                 | 48:35                                    |

### 發行

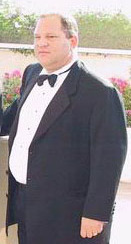
《Kuso小紅帽》的發行商為哈維·溫斯坦（圖，攝於2002年）和其弟所創立的溫斯坦影業，它同時也是該公司所發行的第一部動畫電影

《Kuso小紅帽》在製作過程中曾向數個潛在的發行商進行展示。雖然梦工厂曾表示願意擔任本片的發行商，卻因交易條件並不划算而未被製作團隊接受。當製作接近尾聲時，電影在坎城影展上舉行了試映；其時，甫創立溫斯坦影業的哈維·溫斯坦和他的弟弟鮑勃·溫斯坦也參加了影展，為罗伯特·罗德里格兹的電影《罪恶之城》舉行試映。罗德里格兹妻子的律師恰巧也受僱於愛德華茲兄弟的蔚藍彼方電影公司，溫斯坦兄弟才因而對《Kuso小紅帽》有所關注，最後並決定讓溫斯坦影業成為它的發行商。柯瑞曾說，剛離開华特迪士尼公司不久的溫斯坦兄弟「對於發行一部動畫電影、然後讓迪士尼突遇勁敵的想法感到非常中意」。溫斯坦影業決定擔任發行商一事也給予坎巴爾足夠的信心，他因而聘用乔治·卢卡斯創辦的天行者音效負責電影的音效設計與剪輯。當發行商確定時，電影的製作已經近乎完工，柯瑞也表示溫斯坦影業並未對電影做出任何破壞其「原始願景」的修改；然而，他們提出一些剪輯相關的建議，並加快電影的步調，而柯瑞則覺得那是個不錯的想法，因為他也認為電影最初的20分鐘有些拖泥帶水。
此外，溫斯坦影業亦替換了許多角色的配音員，並邀請較為知名的藝人以期吸引更廣大的觀眾群。安妮·海瑟薇取代塔拉·史壯飾演的主角小紅帽；吉姆·貝魯什取代大衛·歐格登·史戴爾斯飾演的樵夫金剛芭比；安東尼·安德森取代托尼·里奇飾演的大嘴鳥警官；格伦·克洛斯取代莎莉·斯特拉瑟斯飾演的仆奶奶；艾勒比取代喬·麥格利飾演的熊警長；查茲·帕明泰瑞則取代湯姆·肯尼飾演的綿羊沃斯。雖經過這些角色的更動，塔拉·史壯仍為戲份較少的角色佐拉配音、大衛·歐格登·史戴爾斯保留了神探蛙南一角、湯姆·肯尼保留了豬警察湯米一角、托尼·里奇則保留了豬警察格倫一角。發行商亦曾考慮多位較知名的鄉村歌手取代班吉·盖瑟飾演的山羊雅弗，但皆因忙碌而未成功接洽，蓋瑟也因而保留了該角色。此外，溫斯坦兄弟曾希望讓其他演員取代約書亞·J·格林飾演的蜥蜴吉米一角，其中艾伯特·布鲁克斯也在發行商的考慮之列，但最後並未進行更替。柯瑞對於發行商的重新選角表達理解，並將電影最終票房收入成功的一大部分歸功於這項決定；然而，他卻對於被替換角色的數量之多感到失望，並說道：「到了某個時刻，整件事就變成過量的重新選角，大家都為之興高采烈。我的想法是，你在海報中放上兩三個（知名藝人的）名字，那沒什麼關係，但我們的《Kuso小紅帽》海報上卻好像落款著一整段落的名字。某個時間點後，我便不認為你需要超過兩三位的大牌明星——把角色留給配音演員吧。這樣能夠提升賭注且更具吸引力。」由於重新選角之時，動畫的製作已經幾乎全部完成，新任的演員必須完全依照原本的配音演出而無法即興發揮。此外，原始配音員的即興表演在製作名單中無法獲得任何功勞，反由新任的演員模仿演出，這也是令柯瑞感到失望的一點。

## 上映
為取得奥斯卡金像奖的報名資格，《Kuso小紅帽》於2005年12月16日在加州洛杉矶舉行了為期一週的有限上映；當時預計電影將於2005年的圣诞节在全美正式上映，後來因避免與假日同檔期的電影競爭而將上映日期延至2006年1月13日。

### 票房
《Kuso小紅帽》於其上映首週末的三日連假獲得來自全美2394間影院共約1688萬美元、平均每間影院約7050美元的票房收入，並在當週票房排行榜中位居第二，以5萬美元之差僅次於《勇闖禁區》。電影在其上映次週仍保持第二名的成績，並在票房前十名排行榜中維持共五週。電影的檔期結束後，全球票房總額約為1.1億美元，其中5138萬美元來自美國國內、5862萬美元來自其它地區。

### 專業評價
影評人對《Kuso小紅帽》的評價褒貶不一。根據爛蕃茄上收集的123篇評論文章，其中有57篇給出了「新鮮」的正面評價，「新鮮度」為46%、平均得分5.4（最高10分）；該網站上對本片的共識評價中寫道：「這則支離破碎的童話故事不論是機智或動畫品質都難以和《史瑞克》系列相提並論。」而在Metacritic上收集的29篇評論文章中，有8篇給出好評、14篇褒貶不一、7篇給出差評，平均得分45（最高100），屬於「混合平均」（mixed or average reviews）的評價。CinemaScore進行的市場調查則顯示影迷對本片的平均評價為「B+」（最好A+，最差F）。
影評網站「ReelViews」的詹姆士·伯拉迪尼利給了這部電影4顆星中的2.5顆，並認為電影中許多更改原始故事線的想法「說的比做的來得好」；此外，他認為電影故事多次地重複使他感到單調乏味，且讓整部電影「陷入無趣之中」。《休士頓紀事報》的布魯斯·韋斯布魯克（Bruce Westbrook）也給了電影4顆星中的2.5顆；他雖讚賞電影「鏗鏘有力的對話和令人耳目一新的角色描繪」，卻認為其劇情發展不全且角色也缺乏動機。《基督科學箴言報》的彼得·萊納（Peter Rainer）給了電影「C+」的分數，並稱它是「一部讓人普通喜愛的嘲諷電影，但對大人們來說不夠機智、對孩子們來說也缺乏想像力」；雖然他並未對電影的動畫品質過度批判，卻仍認為以皮克斯在電腦動畫電影界所創下的高標準而言，這部電影相對令人失望。《紐約每日新聞》的傑米·伯納德（Jami Bernard）則認為對於一部動畫經典來說，恆常性是一項必要的元素，並指責電影過度地營造當代與流行的風格。《波士頓環球報》的泰·布爾（Ty Burr）讚賞電影的配音演出，但寫道：「《Kuso小紅帽》未能成就歷久不衰的漫畫狂熱...這讓人們在想像《樂一通》那些偉大的導演們會如何發揮這部電影的題材時，感到相當惋惜。」
不過，仍有一些影評對電影的評價較為熱衷。《娱乐周刊》的歐文·葛雷博曼（Owen Gleiberman）給了《Kuso小紅帽》「A-」的分數，並讚賞其瘋狂的幽默風格；他不只稱製作團隊是「英雄」，甚至將他們與昆汀·塔伦蒂诺及史蒂文·索德伯相提並論，認為製作團隊有潛力使獨立製片成為動畫電影界的主流。《達拉斯新聞早報》的南希·徹寧（Nancy Churnin）雖認為電影比不上皮克斯和梦工厂的作品，卻仍給它「B」的分數，並寫道：「它帶有爆發性的魅力、機智的前提、由一個優秀的配音團隊所扮演的引人入勝的角色、以及足以讓你不只一次開懷大笑的劇本。」《芝加哥論壇報》的麥可·威爾明頓（Michael Wilmington）讚賞電影的配音演出、音樂及劇本，並認為它「比一般的卡通帶有更多機智的對話和驚喜」。《洛杉磯時報》的凱文·湯瑪斯（Kevin Thomas）給了電影5顆星中的3.5顆，並稱它是「活力與想像力十足的娛樂」。
不論在好評或差評的文章中，山羊雅弗（Japeth）一角都獲得讚賞；葛雷博曼及徹寧兩人都認為該角色是電影中最棒的元素之一，而韋斯布魯克及威爾明頓皆稱他是「一聲響鳴」。《奧蘭多哨兵報》的羅傑·摩爾（Roger Moore）給了電影大致正面的評價，並認為該角色非常幽默；而《綜藝》的賈斯汀·張（Justin Chang）則給予電影負評，卻仍認為該角色「出現在螢幕上的每分每秒都相當搶戲」。
對於電影最主要的批評之一在於其拙劣的動畫品質。伯拉迪尼利稱該片的電腦動畫是他所見過最糟的之一；他認為電影裡的背景單調、角色看起來像是塑膠，並寫道：「我不只一次地以為我正看著電視節目。若以今日動畫電影視覺效果的標準來說，《Kuso小紅帽》可謂遠遠不及。」布爾認為電影動畫的表面渲染欠佳，並將其比擬為「換上了瑙加海德革（一種人造皮革）的天線寶寶幻想園地」。韋斯布魯克則認為電影中動物角色的動畫效果較佳，但寫道：「人類角色們有種玻璃般的光澤和生硬的質感，很像是電腦動畫早期的作品...動畫技術的進步已使得《Kuso小紅帽》這種時光倒退的電影無法被視為令人喜愛的奇趣之作。簡單來說，它已經過時了。」《华盛顿邮报》的史帝芬·杭特（Stephen Hunter）將電影中的角色比擬為橡膠玩具，並寫道：「他們的臉上毫無細節與生動感...他們尤其在移動時特別缺乏優雅與信服力。似乎，近期電腦魔法的突破已經拋棄了可憐的愛德華茲和他們的團隊，因為整部電影看起來就像是1970年代、或甚至更早的產物。」
許多負評將電影與《史瑞克》系列相互比較。《环球邮报》的利安·萊西（Liam Lacey）認為電影是「某種折扣版的《史瑞克》」，而布爾則稱它是「加上了一堆狗屁的《史瑞克》」。韋斯布魯克也寫道：「試圖反映出像《史瑞克》般這麼受歡迎的前作並不是件好事——當這個反映是如此地黯淡時，特為尤甚。」伯拉迪尼利認為電影取材自童話故事的手法不比《史瑞克》的第一集來得聰明，而伯納德則覺得《Kuso小紅帽》把童話故事的重新詮釋做得太過頭了。伯納德認為，《史瑞克》的幽默之所以成功是因為電影中來自童話故事的角色從頭到尾都保有他們原始的性格，並寫道：「以『與童話故事中的原型表現相同』為由去責罵那些角色是毫無意義的，而且那其實遠比把他們變成時空錯置的嘻哈舞者來得搞笑多了。」《亞利桑那共和報》的比爾·穆勒（Bill Muller）則認為小紅帽的功夫能力和《史瑞克》中費歐娜公主「《駭客任務》般的敏捷性」過於相似。葛雷博曼同樣提出電影與《史瑞克》的相似之處，但對此抱持正面的看法，並認為《Kuso小紅帽》的獨立製片使得製作團隊能夠擁有「照著自己的詭怪想法去做」的自由。威爾明頓雖認為《Kuso小紅帽》不如《史瑞克》來得優秀與消遣，卻仍寫道：「當它開展起來時，它的確能使你發笑。」
事後來看，有一些影評指出《Kuso小紅帽》遠比2007年同為童話故事戲仿的電腦動畫電影《邪惡新世界》好得多。布爾雖然給予電影差評，卻認為若與《邪惡新世界》相較，《Kuso小紅帽》的水準可謂與《公民凯恩》相仿。威爾明頓也認為兩片相比《Kuso小紅帽》為佳，而《紐約郵報》的羅·盧曼尼克（Lou Lumenick）則認為《Kuso小紅帽》遠比《邪惡新世界》來得風趣。美联社的克里斯提·列邁爾（Christy Lemire）雖稱《Kuso小紅帽》是「廉價版的《史瑞克》」，卻接著稱《邪惡新世界》是「廉價版的《Kuso小紅帽》」。
《Kuso小紅帽》獲得該年度土星獎最佳動畫電影的提名，但敗給《地獄新娘》。《娱乐周刊》于2006年1月27日刊文，將本片列為「必看列表」第十名，並稱它是「跨風格的一顆獨立動畫寶石」。

## 剖析
2006年2月，作家提摩西·賽克斯頓（Timothy Sexton）為評論網站「Associated Content」撰寫了一篇分析《Kuso小紅帽》的文章；他認定《Kuso小紅帽》是最初的后现代主义動畫電影作品之一，且其中帶有政治、文化與社會上的含義。他認為，電影透過各個核心角色的不同觀點陳述故事，與原始童話故事迥異的真相才得以揭開。賽克斯頓稱它是「全國發行的電影中繼《華氏911》以來最具顛覆性的作品」，並將電影解讀為針對自由企業制度的一種批判；他將電影中的反派首腦比擬為典型的美國企業家，甚至斷言該角色的設計「很顯然是基於像比尔·盖茨和山姆·沃尔顿這樣的人物」。從賽克斯頓的觀點來看，這部電影暴露了資本主義的瑕疵，並顯示出若未經規範，則企業家會以壟斷的手法消滅所有的競爭對手。
電影的導演兼編劇柯瑞·愛德華茲對於賽克斯頓的解讀感到相當驚訝，並否認電影刻意隱含政治訊息。愛德華茲解釋，他與製作團隊只是採用詹姆士·龐德系列電影、《兔寶寶》卡通及《天龍特攻隊》等作品中常見的邪惡計謀，並寫道：「若賽克斯頓先生把我的電影視為一種對大型企業壟斷美國的抗議，那沒什麼關係。不過，我們的反派角色所呈現的面貌只不過是歷史上的每位獨裁者、或是每位因自卑而欺負同學的惡霸、或是任何為取得領導地位而吸收或消滅競爭對手的黑手党老大罷了。嘿，若你在一幅抽象畫中的紅色斑點裡看見了惡魔，那是你的特權...我想，就一部電影所欲傳達的信息來說，製作團隊可能只提供了部分而已。」
2007年5月，《時代》刊登了一篇由詹姆斯·波尼沃茲克（James Poniewozik）所撰、標題為「《史瑞克》是否對兒童有害？」的文章；文中，作者考慮到兒童在成長過程中受教於此類諷刺童話的電影、而非受故事原作的薰陶，所可能帶來的負面影響。波尼沃茲克也在文中提到《Kuso小紅帽》，並寫道：「我認為《Kuso小紅帽》和多數《史瑞克》系列的電影都很搞笑...但儘管你最終否定老掉牙的童話故事所傳達的信息，它們仍然是我們文化中的重要詞彙之一。令人感到有些難過的是，在孩子們所成長的文化中，童話故事以被諷刺的方式呈現，而所有的怀疑、批評和修正都已被好莱坞的鳥媽媽們給事先包辦了。」柯瑞·愛德華茲事後對此回應，表示他也有相同的感受，並寫道：「可能讓你感到驚訝的是，身為《Kuso小紅帽》的導演兼編劇，我對於詹姆斯·波尼沃茲克的文章可說是再同意不過。就連我在製作電影的期間，我也問了自己相同的問題：我們是否戲仿了那些孩子們有權先在『未被戲仿』的情況下體驗的事物？我們費盡心思使我們的電影的幽默風格和《史瑞克》有所區別（而不，我不認為《史瑞克》有考慮到孩子們）。我會希望《Kuso小紅帽》和它的續集能夠被視為真誠對待其角色的電影，而不是為尋找下一個笑點而犧牲掉他們的純真。不論我們承認與否，我們全都需要純正的民間童話故事。」

## 續集
電影的續集《3D小紅帽2：團結力量大》於2011年4月29日正式發行。續集的計畫最初於2006年1月公開，而柯瑞·愛德華茲、陶德·愛德華茲以及托尼·里奇三人則於同年2月表示他們將會回歸擔任續集的編劇，但不會參與執導。柯瑞後續解釋道，他在製作電影的第一集時與一些團隊中「關鍵人物」的合作曾有不愉快的經驗，並覺得未受到合理的待遇，才會做此決定。此外，他也認為自己不應侷限於動畫領域，而若選擇將他所執導的第一部電影的續集做為自己執導的第二部電影似乎只會讓他停滯不前。2007年3月，柯瑞宣布麥克·迪薩將擔任續集的導演，並對他的參與感到相當熱衷；他認為迪薩「對電影有真正的熱情，且衷心於營造《Kuso小紅帽》的世界。他想把續集做好，而且他非常了解我們想要做些什麼。」前作的配音團隊中大多數的成員也都回歸參與續集的演出，不過仍有部分角色的配音員被替換；原為安妮·海瑟薇飾演的小紅帽由希丹·彭尼蒂亞取代、而原為吉姆·貝魯什飾演的金剛芭比則由馬丁·肖特取代。
坎巴爾娛樂公司最初希望同樣以前作獨立籌資的方式製作續集，但後來在溫斯坦影業的提議下達成共同投資的協議。續集的上映日期原訂於2010年1月15日，但溫斯坦影業卻於2009年12月宣布將無限期延後電影的發行日。2010年4月，坎巴爾娛樂公司對溫斯坦影業提告，指控延後發行日一事違反雙方的協議，且溫斯坦影業自2009年2月起便停止資助電影每月的製作基金；此外，控方亦指出溫斯坦影業拒絕和坎巴爾娛樂公司商談電影的發行事宜、以及遲不回應坎巴爾娛樂公司對電影內容所提出的修改建議。
續集發行後，其票房表現並不理想；它所獲得的全球票房總額約為1690萬美元，僅佔其製作成本的一半。此外，它在影評界中受到幾近壓倒性的一致負評，其爛蕃茄網站上根據63篇評論文章獲得的「新鮮度」只有11%，而在Metacritic的平均得分則僅有20（最高100）。柯瑞對於續集的成品感到些許失望，指出它大量修改了原始劇本，並說道：「令人喪氣的是，我把這東西（劇本）交給了別人，然後看著他們以我不會採取的方式去實現它。」

## 脚注
1. ↑  Hoodwinked! DVD Feature Commentary By Writer/Director Cory Edwards, Writer/Co-Director Tony Leech, And Writer/Co-Director Todd Edwards at 03:47-04:57
2. ↑  Hoodwinked! DVD Feature Commentary By Writer/Director Cory Edwards, Writer/Co-Director Tony Leech, And Writer/Co-Director Todd Edwards at 03:47-04:57
3. ↑  Hoodwinked! DVD How To Make An Animated Film at 06:07–07:10
4. ↑  Hoodwinked! DVD Feature Commentary By Writer/Director Cory Edwards, Writer/Co-Director Tony Leech, And Writer/Co-Director Todd Edwards at 08:45-08:56
5. ↑  Hoodwinked! DVD Feature Commentary By Writer/Director Cory Edwards, Writer/Co-Director Tony Leech, And Writer/Co-Director Todd Edwards at 54:06-54:51
6. ↑  Hoodwinked! DVD Feature Commentary By Writer/Director Cory Edwards, Writer/Co-Director Tony Leech, And Writer/Co-Director Todd Edwards at 19:29-19:39
7. ↑  Hoodwinked! DVD Feature Commentary By Writer/Director Cory Edwards, Writer/Co-Director Tony Leech, And Writer/Co-Director Todd Edwards at 07:45-08:19
8. ↑  Hoodwinked! DVD Feature Commentary By Writer/Director Cory Edwards, Writer/Co-Director Tony Leech, And Writer/Co-Director Todd Edwards at 44:04-44:12
9. ↑  Hoodwinked! DVD Feature Commentary By Writer/Director Cory Edwards, Writer/Co-Director Tony Leech, And Writer/Co-Director Todd Edwards at 47:08-47:35
10. ↑  Hoodwinked! DVD Feature Commentary By Writer/Director Cory Edwards, Writer/Co-Director Tony Leech, And Writer/Co-Director Todd Edwards at 15:14-15:58
11. ↑  Hoodwinked! DVD Feature Commentary By Writer/Director Cory Edwards, Writer/Co-Director Tony Leech, And Writer/Co-Director Todd Edwards at 51:49-52:33
12. ↑  Hoodwinked! DVD Feature Commentary By Writer/Director Cory Edwards, Writer/Co-Director Tony Leech, And Writer/Co-Director Todd Edwards at 1:02:11-1:02:50

## 外部連結
- 互联网电影数据库（IMDb）上《Kuso小紅帽》的资料（英文）
- 大卡通資料庫上《Kuso小紅帽》的資料（英文）

- 豆瓣电影上《Kuso小紅帽》的資料 （简体中文）
- 爛番茄上《Kuso小紅帽》的資料（英文）
- Metacritic上《Kuso小紅帽》的資料（英文）
- Box Office Mojo上《Kuso小紅帽》的資料（英文）